# Paradrymonia ciliosa
Paradrymonia ciliosa là một loài thực vật có hoa trong họ Tai voi. Loài này được (Mart.) Wiehler mô tả khoa học đầu tiên năm 1973.